# Тошнота (роман)
«Тошнота» (фр. La Nausée, первое название «Меланхолия») — роман французского философа, писателя и эссеиста Жан-Поля Сартра, самое известное из его художественных произведений, написан в 1938 году, во время пребывания Сартра в Гавре. Некоторые критики[кто?] называют «Тошноту» самым удачным романом писателя.

## Содержание

### Доминирующие темы
Атеистическо-экзистенциальный взгляд Сартра, если можно так сказать, начинает здесь свой путь. Темы, которые поднимает автор, типичны для экзистенциализма — человеческая судьба, хаос и абсурд человеческой жизни, чувства страха, отчаяния, безысходности. Сартр подчёркивает значение свободы, трудности, которые она привносит в существование, и шансы, позволяющие их преодолеть. Протагонист романа пытается найти Истину, он хочет понять окружающий его мир. Абсурд, прежде всего, понимается как осознание бессмысленности и иррациональности жизни. М. А. Киссель в работе «Философская эволюция Ж.-П.Сартра» описывал завязку романа так: «Герою романа неожиданно открывается омерзительная картина обнажённого бытия, лишённого покровов, которыми обычно скрыты воспринимаемые вещи. Потрясённый герой внезапно осознаёт, что чистое бытие — это не абстракция мышления, а нечто вроде клейкой пасты, заполонившей собой всё пространство, только что наполненное светом и красками и вдруг представшее в совсем ином виде…».

### Тошнота
«Тошнота» предстаёт перед читателем в виде дневника некоего Антуана Рокантена. Впрочем, мы видим всего лишь несколько дней из жизни героя. Цель дневника — «дойти до сути». Антуана гложет какая-то перемена, приключившаяся с ним, в ней он и хочет разобраться. Периодически на героя находит тошнота, или, точнее, Тошнота. «Так вот что такое Тошнота, значит, она и есть эта бьющая в глаза очевидность? А я-то ломал себе голову! И писал о ней невесть что! Теперь я знаю: я существую, мир существует, и я знаю, что мир существует. Вот и всё. Но мне это безразлично. Странно, что всё мне настолько безразлично, меня это пугает. А пошло это с того злополучного дня, когда я хотел бросить в воду гальку. Я уже собрался швырнуть камень, поглядел на него, и тут-то всё и началось: я почувствовал, что он существует. После этого Тошнота повторилась ещё несколько раз: время от времени предметы начинают существовать в твоей руке». Тошнота — это слишком сильное обострение ощущений Антуана, сопровождающее внезапное осознание мира. На него вдруг наваливается окружение — образы разлагающихся, по его мнению, людей, тяжелеющий воздух, цвет стены — всё, что угодно. «Раз открыв этот „безумный, безумный мир“, Рокантен уже не может нигде и ни в чём найти точку опоры: всё поплыло перед его эмоционально преображённым взором, всё потеряло привычные очертания и обнаружило новое измерение, не поддающееся освоению и усмирению обычными человеческими средствами… Подоплёкой такого чувства является, конечно, эстетическая чуткость к безобразному — оборотная сторона влечения к прекрасному. Да и просматривая роман, всё больше убеждаешься в том, что рокантеновский „опыт тошноты“, прояснивший ему всю мерзость грубого существования, есть результат эстетической оценки тусклого буржуазного быта», — пишет М. А. Киссель. В статье о «Тошноте» Джона Рота можно прочитать следующее: «Со временем Рокантен понял, что тошноту вызывает по большей части чувство свободы».

### Одиночество
По сюжету, герой романа обитает в вымышленном французском городе Бувиль (его прообразом послужил Сартру Гавр, где писатель преподавал философию в лицее в начале тридцатых годов). Имя города можно перевести как Грязь-город. Протагонист часто внимательно наблюдает за людьми, за толпой, но эти наблюдения можно сравнить с наблюдениями за животными — Антуан как будто бы даже не считает себя человеком, и уж точно не частью толпы. Людей он видит в далеко не самом лучшем свете. На их существование он тоже смотрит с жалостью, оно для него такое же пустое, как и его собственная жизнь.
Герой практически не общается с людьми и сильно страдает от этого, от невозможности высказаться хоть кому-нибудь. От этого его жизнь становится ещё сложнее и ещё запутаннее. Но при этом Антуан не ищет человеческого общества, наоборот, он намеренно избегает его, можно сказать, храня своё одиночество, упиваясь им. В этом можно увидеть один из парадоксов романа: герой страдает от одиночества, но он не хочет его нарушать. Иногда он видит в толпе таких же, как он, «понимающих», однако, «помочь мы ничем друг другу не можем. Люди семейные сидят по домам среди своих воспоминаний. А мы, два беспамятных обломка, — здесь».
Иногда в жизни Рокантена наступают светлые периоды, иногда он даже чувствует себя счастливым. Но моменты эти редки, и их закономерность очень сложно понять — следовательно, счастья очень сложно достичь. Герой счастлив, когда жизнь наполняется смыслом — музыкой, приключением, Событием. Сартр даёт своему герою попробовать вкусить радость творчества, и то, совсем немножко.
«Тошнота Рокантена, которая сопровождает его на поверхности одиночества и напоминает ему о самом себе и окружающем мире — это тоже предвестие погружения во мрак одиночества, в его глубину, в Ничто. Скорее, это призыв к погружению, к пути в „потаённое“, непознанное и к уходу от себя видимого, материального… Таким образом, одиночество Рокантена, его бездна, его Ничто вселяет надежду на возможность возрождения Рокантена и становится точкой отсчёта на пути возрождения в нём Истины». — пишет Т. В. Власова в работе «Одиночество как залог возрождения».
Одиночество и свобода, которые выбирает герой, также становятся его мучителями. Когда Антуан наблюдает за людьми, гуляющими по площади в воскресный день, он знает, что завтра они пойдут на работу, по своим делам. У Антуана же нет графика или расписания. «Человек обречён на свободу», — считает Сартр-философ. Можно спорить о том, как его герой смотрит на толпу — с завистью или с жалостью. У них нет времени думать о том, о чём думает Антуан, они скорее думают о работе. Свободное — творческое — существование Антуана «обрекает» его на свободу, которая воспринимается героем как тяжкое бремя. Отдыхающую толпу он называет «трагической», поэтому можно сделать вывод, что Антуан всё-таки ставит себя выше остальных людей. Автор отмечает то, что Антуан высок, на целую голову возвышается над толпой, смотрит поверх голов.
Приведём цитату, в которой мы увидим и отношение Антуана к обычным, «семейным» людям (это опять-таки доказывает, что протагонист романа со снисхождением относится к ним), и в какой-то мере дерзкое замечание насчёт того, что мы привыкли называть человеческим опытом, которым так гордятся люди «семейные»: «Да они всю жизнь прозябали в отупелом полусне, от нетерпения женились с бухты-барахты, наудачу мастерили детей. В кафе, на свадьбах, на похоронах встречались с другими людьми. Время от времени, попав в какой-нибудь водоворот, барахтались и отбивались, не понимая, что с ними происходит. Всё, что совершалось вокруг, начиналось и кончалось вне поля их зрения: смутные продолговатые формы, события, нагрянувшие издали, мимоходом задели их, а когда они хотели разглядеть, что же это такое, — всё уже было кончено. И вот к сорока годам они нарекают опытом свои мелкие пристрастия и небольшой набор пословиц и начинают действовать, как торговые автоматы: сунешь монетку в левую щёлку — вот тебе два-три примера из жизни в упаковке из серебряной фольги, сунешь монетку в правую щёлку — получай ценные советы, вязнущие в зубах, как ириски… к сорока годам их распирает опыт, который они не могут сбыть на сторону. По счастью, они наплодили детей, их-то они и заставляют потреблять этот опыт, не сходя с места. Они хотели бы внушить нам, что их прошлое не пропало даром, что их воспоминания потихоньку сгустились, обратившись в Мудрость». Антуан и сам мог бы стать замечательным рассказчиком, ведь он на самом деле повидал мир, однако такие разговоры уже давно набили ему оскомину, к тому же они в любом случае бесполезны. Антуан Рокантен жаждет настоящей, полной Событиями и Приключениями жизни, но понимает, что приключения — это миф. Приключения живут лишь тогда, когда их рассказывают. «Чтобы самое тривиальное событие стало приключением, всё, что вы должны сделать, — это начать рассказывать о нём… Но вы должны выбирать: жить или рассказывать… Когда вы живёте, ничего не происходит» — так пишет герой романа.
По Кисселю, герои Сартра «отвергают всякое готовое решение, всякий автоматизм поступков, санкционированных извне, установленных господствующим кодексом социальной морали. Они ненавидят тупую, самодовольную буржуазность, которой никогда и в голову-то не приходило сомневаться в своём праве копить деньгу, растить брюхо и увековечивать лоснящиеся свои физиономии в назидание потомству».

### Время
Герой постоянно думает об абсурдности своего существования, так как его не принимает (или он не принимает) не только настоящее, но и прошлое. Память Антуана богата на воспоминания, в поисках материала для своей книги о маркизе де Рольбоне (который, впрочем, уже успел ему смертельно надоесть) он объездил много стран, но «Мои воспоминания — словно золотые в кошельке, подаренном дьяволом: откроешь его, а там сухие листья». Прошлое умирает и разрушается, когда этот человек обращается к нему. Тема времени вообще интересно рассматривается Сартром. Его герой «видит будущее», однако он не видит никакого прока в его воплощении в жизнь. Отношения Антуана со временем особые, он убеждён, что видит его «в наготе», что он видит, как время медленно осуществляется, как оно наступает, и от этого становится тошно. Иногда время скользит, задевая Антуана. Иногда он практически физически чувствует его. Однажды Антуан делает такую запись в своём дневнике: «Я в тоске огляделся вокруг: настоящее, ничего, кроме сиюминутного настоящего… Мне приоткрывалась истинная природа настоящего: оно — это то, что существует, а то, чего в настоящем нет, не существует. Прошлое не существует. Его нет. Совсем. Ни в вещах, ни даже в моих мыслях. Конечно, то, что я утратил своё прошлое, я понял давно. Но до сих пор я полагал, что оно просто оказалось вне поля моего зрения… Но теперь я знал: всё на свете является только тем, чем оно кажется, а ЗА НИМ… ничего». Джон Рот пишет: «Фиксируя старания Рокантена написать биографию, Сартр изображает борьбу каждого человека, пытающегося справиться с существованием».

### Природа
В. В. Ерофеев так пишет о природе в прозе французского мыслителя в своей работе «Проза Сартра»: «У Сартра природа вездесуща, омерзительна и агрессивна (и потому отнюдь не абсурдна — враждебность уже есть осмысленность). В „Тошноте“ материальный мир состоит не столько из вещей, сколько из веществ — из аморфных, болотно-зыбких, прилипчиво-клейких субстанций. Герой романа воспринимает их засилье панически, как „страшную угрозу“: на улицы приморского города наползает плотный, вязкий туман, под прикрытием которого вот-вот произойдёт что-то ужасное, колышущаяся поверхность воды скрывает от глаз какое-то гнусное чудовище, копошащееся в тине, даже мягкое сиденье в трамвае внушает отвращение, словно вздутое брюхо дохлого животного… Природа у Сартра — не творящая, а поглощающая, она обволакивает человека влажной, грязной поверхностью предметов, не оставляет ему ни малейшего просвета, норовит без остатка растворить в своей холодной, безразмерной утробе. От её агрессии не защищает мягко-податливая, тоже природная оболочка человеческого тела. Тело предательски открыто, проницаемо для природных обменных процессов; об этом говорят навязчивые, демонстративно неблагоприличные мотивы потения, телесных запахов, испражнения, наконец, пресловутой тошноты…».
Море Антуаном, например, видится так: «НА САМОМ ДЕЛЕ море — холодное, чёрное, оно кишит животными; оно извивается под тоненькой зелёной плёнкой, созданной, чтобы обманывать людей», парк — «Дерево скребёт землю под моими ногами чёрным когтем… вокруг меня была только жёлтая земля, из которой во все стороны торчали мёртвые, сухие ветви».

### Размышления о самоубийстве
Размышляя, Антуан приходит к выводу, что его существование не просто бесполезно, а что он — «лишний». Этот страшный вывод герой делает, когда думает, что на самом деле все окружающие его предметы связывает только одно — бесполезность, что они все — лишние. Эта мысль приводит героя к идее самоубийства. Впрочем, он, как пишет Виктор Ерофеев в «Прозе Сартра», находит «спасительную лазейку», «в которую устремляется с проворностью ящерицы». «Я смутно мечтал о своём уничтожении, чтобы ликвидировать по крайней мере одну из излишних экзистенций. Но моя смерть была бы также излишней. Излишним был бы мой труп, излишней — моя кровь на этих камнях, среди этих растений… я был лишним для вечности», — записывает Антуан в свой дневник.

### Персонажи
Помимо главного персонажа (Антуана) можно назвать ещё двух важных персонажей романа — это Анни и Самоучка.
Самоучка
Самоучка однажды зашёл в библиотеку, посмотрел на многочисленные полки с томами, подошёл к букве «А» и начал чтение книг подряд. Семь лет ему понадобилось, чтобы дойти до буквы «L». Ещё шесть лет, считает он, — и завершится его самообразование. Тогда он мечтает отправиться на Дальний Восток в поисках приключений. Самоучка практически боготворит Антуана, внимает каждому его слову, всегда радуется их общению, которого сам Антуан старается избегать. Антуана во время приступа тошноты даже посетила мысль о том, чтобы «всадить фруктовый ножик в глаз Самоучки». Остановило его прежде всего то же самое, что удерживало от самоубийства, — идея о том, что всё это будет лишним. «„…крик, который испустит Самоучка, будет лишним — и кровь, которая польётся у него по щеке, и суета людей — тоже лишними. И так существует достаточное количество вещей“». Самоучка всегда обращается к нему уважительно — «мсье», хотя Антуан "никак"вежливо-корректен. В этом можно увидеть один из парадоксов романа. Герой страдает от одиночества, но он не хочет его нарушать. Самоучка же, наоборот, гуманист. Однажды он разоткровенничается и поведает Антуану о своей любви к людям, на что тот жёстко ответит: «…людей так же невозможно ненавидеть, как невозможно их любить». Герой Сартра тогда называет себя если не антигуманистом, то просто НЕ-гуманистом. Виктор Ерофеев считает, что Самоучка "похож на склад отброшенных Сартром «иллюзий». Его тезис предельно прост: в жизни есть смысл, потому что «ведь есть люди». Человек для Самоучки — ценность аксиомная, не допускающая сомнений. Ради служения этой ценности Самоучка записался в социалистическую партию, после чего его жизнь стала праздником: он живёт для других. Опровержение этого тезиса в романе идёт за счёт иронического отношения к идеальной модели человека — ценности, которой противопоставляется реальный, «каждодневный человек».
Очень важен диалог в среду с Самоучкой, именно тогда Рокантен произносит свои крылатые фразы: «Просто я думаю, (Рокантен по тексту) говорю я ему смеясь, — что все мы, какие мы ни на есть, едим и пьём, чтобы сохранить своё драгоценное существование, а между тем в существовании нет никакого, ну ни малейшего смысла.» «На мой взгляд, — говорю я Самоучке (Рокантен по тексту), — людей так же невозможно ненавидеть, как невозможно их любить.» С другой стороны, Самоучка спрашивает Рокантена: «Неужели вы стали бы писать на необитаемом острове? Разве люди пишут не для того, чтобы их прочли?»
Строго говоря, этими фразами Сартр нарисовал черты героев, создав одновременно парадоксальной развязку романа.
Анни
Ещё один немаловажный персонаж, о существовании которого мы узнаём в начале книги, — это Анни. Мысли об Анни, с которой Антуан расстался несколько лет назад, начинают посещать его всё чаще с тех пор, как с ним произошла перемена, с тех пор, как он заболел Тошнотой. А записка, которую она присылает, пробуждает в нём воспоминания о ней, и герой уже не может не думать об Анни. Когда они всё-таки встречаются, это событие наводит на Антуана ностальгию по старым временам, которые, впрочем, всё равно не вернуть, что очень удручает героя. Мы видим, что Антуан и Анни чем-то похожи. "Духовная жизнь, или, вернее, духовное небытие Рокантена и Анни имеет много общих черт. Можно было бы даже сказать, что Анни — двойник Рокантена в женском обличии, если бы из их разговора не выяснилось, что скорее Рокантен следовал за Анни по пути постижения «истины», нежели наоборот. Анни живёт, окружённая умершими страстями. Приехавшему «спасаться» Рокантену, оказывается, нужно «спасать» самому, но — «что я могу ей сказать? Разве я знаю причины, побуждающие жить? В отличие от неё, я не впадаю в отчаяние, потому что я ничего особенного не ждал. Я скорее… удивлённо стою перед жизнью, которая дана мне ни для чего». Встреча с Анни только усугубляет тяжёлое положение протагониста. По возвращении в Бувиль он страдает от одиночества ещё сильней. Антуан говорит о себе: «Одинокий и свободный. Но эта свобода несколько смахивает на смерть».

### Конец романа
Ближе к концу романа Рокантен, кажется, нащупывает решение. Сам он, видимо, не может быть таким же прекрасным и гармоничным, как песня Негритянки, но он может создать что-то, что таким будет. Герой, когда его фантазия начинала работать особенно бурно, несколько раз приходил к мысли, что о маркизе де Рольбоне лучше писать роман. И этот роман, его произведение, гармоничностью и красотой обладать может. Если биография маркиза никому не нужна, то он напишет историю, которая «должна быть прекрасной и твёрдой как сталь, такой, чтобы люди устыдились своего существования».
Тем самым можно спастись от повседневности, стать чем-то в глазах людей. Как следует расценивать такое решение? Счастливый ли это конец? Возможно. В последней записи герой с надеждой пишет: «Конечно, вначале работа будет скучная, изнурительная, она не избавит меня ни от существования, ни от сознания того, что я существую. Но наступит минута, когда книга будет написана, она окажется позади, и тогда, я надеюсь, моё прошлое чуть-чуть просветлеет». Но есть мнение, что это спасение — мнимое, всего лишь бегство от реальности от недостатка мужества, и это, скорее всего, страх перед Истиной. «…он захотел несбыточного: перенестись в иной мир, по ту сторону тошнотворного болота повседневности. Но „очищающая рефлексия“ неумолимо требует от человека стать человеком, именно стать, ибо Бог (если бы он существовал) может „быть“, как каменное изваяние египетской пустыни, неподвижный тысячелетний свидетель работы космических сил и муравьиных стараний людей, а человек может только „становиться“, непрерывным напряжением воли и разума осуществляя „проект свободы“ в этом — единственно существующем — мире. Истина требует от человека действия во имя свободы — таков был философский вывод, навеянный романом», — таким видит финал романа М. А. Киссель.

## Факты и культурные отсылки
- Главный герой романа Антуан Рокантен слушает в «Приюте Путейцев» песню «Some of These Days[англ.]», джазовый стандарт 1910 года, написанный Шелтоном Бруксом[англ.].

## Влияние
- В романе Бориса Виана «Пена дней» фигурирует второстепенный сатирический персонаж Жан-Соль Партр, пародирующий философа. Присутствуют также ссылки на различные работы Сартра, тоже с изменёнными названиями, например, «Тошнота» превратилась в «Блевотину».
- В романе Виктора Пелевина «Шлем Ужаса» фигурирует персонаж «Сартрик» (аудиоверсия), которого постоянно тошнит.